# Caraguatá (Inquisivi)
Caraguatá ist eine Ortschaft im Departamento La Paz zwischen Hochgebirge und Tiefland des südamerikanischen Andenstaates Bolivien.

## Lage im Nahraum
Caraguatá liegt in der Provinz Inquisivi und ist zentraler Ort im Cantón Caraguatá im Municipio Licoma Pampa. Die Ortschaft schließt südlich an die Landstadt Licoma an und liegt auf einer Höhe von 1988 m am linken, westlichen Ufer eines Nebenflusses des Río Canamina, 25 Kilometer östlich der schneebedeckten Gipfel der Cordillera Real zwischen den Ortschaften Cajuata und Inquisivi.

## Geographie
Caraguatá liegt in einem der Täler auf der Ostseite der Kordillere Quimsa Cruz, zwischen dem bolivianischen Altiplano im Westen und dem Amazonas-Tiefland im Osten.
Die mittlere Durchschnittstemperatur der Region liegt bei etwa 22 °C, der Jahresniederschlag beträgt 700 mm (siehe Klimadiagramm Licoma). Die Region weist ein ausgeprägtes Tageszeitenklima auf, die Monatsdurchschnittstemperaturen schwanken nur unwesentlich zwischen 18 °C im Juni/Juli und 24 °C im November/Dezember. Die Monate April bis Oktober sind arid, die Monatsniederschläge liegen zwischen unter 10 mm in den Monaten Juni und Juli und zwischen 130 und 150 mm von Januar bis Februar.

## Verkehrsnetz
Caraguatá liegt in einer Entfernung von 256 Straßenkilometern südöstlich von La Paz, der Hauptstadt des gleichnamigen Departamentos.
Von La Paz führt die asphaltierte Nationalstraße Ruta 3 in östlicher Richtung bis Unduavi, und von dort die Ruta 25 in südöstlicher Richtung 195 Kilometer über Chulumani und Irupana bis Licoma und über Inquisivi weiter Richtung Cochabamba.

## Bevölkerung
Die Einwohnerzahl der Ortschaft ist bei der Volkszählung 2012 mit 198 Einwohnern angegeben, Daten aus vorherigen Jahrzehnten liegen nicht vor.